# Lazaros Rota
Lazaros Rota (Grieks: Λάζαρος Ρότα) (Katerini, 23 augustus 1997) is een Grieks voetballer van Albanese afkomst die als verdediger voor Fortuna Sittard heeft speelt.

## Carrière
Lazaros Rota speelde tot 2017 in de jeugdopleiding van Iraklis FC. In 2018 sloot hij in de winterstop aan bij het Slowaakse FK Slavoj Trebišov, wat uitkwam op het tweede niveau. Na een half jaar maakte hij de overstap naar het hoogste niveau van Slowakije, naar MFK Zemplín Michalovce, waar hij anderhalf seizoen lang een vaste waarde was. In januari 2020 vertrok hij naar Fortuna Sittard, waar hij een contract tot medio 2023 tekende.

### Statistieken
| Seizoen                       | Club                   | Land           | Competitie     | Competitie | Competitie | Beker | Beker | Totaal | Totaal |
| Seizoen                       | Club                   | Land           | Competitie     | Wed.       | Dlp.       | Wed.  | Dlp.  | Wed.   | Dlp.   |
| ----------------------------- | ---------------------- | -------------- | -------------- | ---------- | ---------- | ----- | ----- | ------ | ------ |
| 2017/18                       | FK Slavoj Trebišov     | Slowakije      | 2. Liga        | 12         | 1          | 0     | 0     | 12     | 1      |
| 2018/19                       | MFK Zemplín Michalovce | Slowakije      | Fortuna Liga   | 26         | 1          | 7     | 1     | 33     | 2      |
| 2019/20                       | MFK Zemplín Michalovce | Slowakije      | Fortuna Liga   | 14         | 1          | 1     | 0     | 15     | 1      |
| 2019/20                       | Fortuna Sittard        | Nederland      | Eredivisie     | 0          | 0          | 0     | 0     | 0      | 0      |
| Carrièretotaal                | Carrièretotaal         | Carrièretotaal | Carrièretotaal | 52         | 3          | 8     | 1     | 60     | 4      |
| Bijgewerkt op 2 februari 2020 |                        |                |                |            |            |       |       |        |        |